# (27704) 1984 WB4
(27704) 1984 WB4 est un astéroïde de la ceinture principale découvert en 1984.

## Description
(27704) 1984 WB4 a été découvert le 27 novembre 1984 au Centre de recherches en géodynamique et astrométrie (CERGA), à Caussols en France, par le Centre de recherches en géodynamique et astrométrie (CERGA).

### Caractéristiques orbitales
L'orbite de cet astéroïde est caractérisée par un demi-grand axe de 2,67 UA, un périhélie de 2,57 UA, une excentricité de 0,04 et une inclinaison de 21,09° par rapport à l'écliptique. Du fait de ces caractéristiques, à savoir un demi-grand axe compris entre 2 et 3,2 UA et un périhélie supérieur à 1,666 UA, il est classé, selon la JPL Small-Body Database, comme objet de la ceinture principale.

### Caractéristiques physiques
(27704) 1984 WB4 a une magnitude absolue (H) de 13,2 et un albédo estimé à 0,202.